# Жакирана
Жакирана (порт. Jaquirana)  —  муниципалитет в Бразилии, входит в штат Риу-Гранди-ду-Сул. Составная часть мезорегиона Северо-восток штата Риу-Гранди-ду-Сул. Входит в экономико-статистический  микрорегион Вакария. Население составляет 5376 человек на 2006 год. Занимает площадь 907,936 км². Плотность населения — 5,9 чел./км².

## Статистика
- Валовой внутренний продукт на 2003 составляет 26.781.649,00 реалов (данные: Бразильский институт географии и статистики).
- Валовой внутренний продукт на душу населения на 2003 составляет 5.231,81 реалов (данные: Бразильский институт географии и статистики).
- Индекс развития человеческого потенциала на 2000 составляет 0,734 (данные: Программа развития ООН).